# Nazar (polski zespół muzyczny)
Nazar – polski duet muzyczny, występujący w latach 90. W jego skład wchodzili Nazar Al-Khouri oraz Szymon Wysocki. Zespół grał mieszankę popu i muzyki elektronicznej, z elementami funk i rap. Wypromował m.in. przeboje: Memory of u, Moja wolność, Oni. Za album Extazee! grupa otrzymała nominację do nagrody Fryderyk w kategorii najlepszy album muzyki tanecznej.
Po kilku latach z zespołu odszedł Szymon Wysocki. Natomiast Nazar Al-Khouri rozpoczął karierę solową, wykorzystując nazwę zespołu jako pseudonim artystyczny.

## Dyskografia
- 1992 Inout
- 1994 Extazee!
- 1996 Kata. Log
- 1997 Kosmos